# Congost de Mont-rebei
Congost de Mont-rebei är en ravin i Spanien.   Den ligger i provinsen Província de Lleida och regionen Katalonien, i den nordöstra delen av landet, 400 km öster om huvudstaden Madrid. Congost de Mont-rebei ligger 653 meter över havet.
Terrängen runt Congost de Mont-rebei är huvudsakligen kuperad, men åt sydost är den bergig.  Trakten runt Congost de Mont-rebei är nära nog obefolkad, med mindre än två invånare per kvadratkilometer. Närmaste större samhälle är Benavarri / Benabarre, 16,7 km väster om Congost de Mont-rebei. 